# Cecilie Lassen
Cecilie Lassen (20. oktober 1981) er en dansk tidligere professionel balletdanser, model, skuespiller og tv-vært.